# Indopadilla cuc
Espèce
Indopadilla cuc est une espèce d'araignées aranéomorphes de la famille des Salticidae.

## Distribution
Cette espèce est endémique de la province de Ninh Bình au Viêt Nam,. Elle se rencontre dans le parc national de Cúc Phương.

## Description
Le mâle holotype mesure 6,15 mm et la femelle paratype 6,32 mm.

## Systématique et taxinomie
Cette espèce a été décrite par Wang, Li et Pham en 2023.

## Étymologie
Son nom d'espèce lui a été donné en référence au lieu de sa découverte, le parc national de Cúc Phương.

## Publication originale
- Wang, Li & Pham, 2023 : « Thirteen species of jumping spiders from northern Vietnam (Araneae, Salticidae). » ZooKeys, vol. 1148, p. 119-165 (texte intégral).